# 王楫 (成化進士)
王楫（1446年—？），字洪濟，直隸鳳陽府虹縣人，民籍，明朝政治人物。進士出身。

## 生平
早年出身國子生，應天府鄉試第七十三名。成化十四年（1478年）戊戌科會試第二百四十二名，殿試登進士第二甲第十三名。歷官户部郎中，弘治六年（1593年）三月升山西布政司左參政。

## 家族
曾祖父王好仁。祖父王俊。父亲王斌。